# Potopení francouzské floty v Toulonu
Potopení francouzské floty v Toulonu dne 27. listopadu 1942 je historickou událostí z období druhé světové války. Admiralita vichistického námořnictva dala rozkaz k potopení válečných lodí francouzského námořnictva kotvících na jejich hlavní námořní základně v Toulonu v reakci na německý pokus o jejich násilné ukořistění. Stalo se tak v průběhu Operace Anton – okupace zbytku dosud neobsazeného francouzského území německou a italskou armádou. Celkem 77 válečných lodí bylo potopeno, pouze čtyři ponorky unikly. Některá plavidla Němci a Italové vyzvedli, většinou je ale nestihli opravit.

## Historie

Rozmístění plavidel na základně

Pro Němce překvapivá spojenecká invaze v severní Africe vyprovokovala řadu opatření, mezi nimi vedla ke spuštění operace Anton, ke kterému došlo 11. listopadu 1942. Cílem operace byla okupace dosud formálně nezávislé části Francie spravované vládou ve Vichy. Německá a italská armáda operaci úspěšně provedly a dne 27. listopadu 1942 jednotky wehrmachtu dosáhly Toulonu – hlavní základny francouzského loďstva. Německé oddíly podporované tanky se dostaly až do samotného přístavu, kde se přes odpor námořníků, bránících se palbou lodních děl, pokusily francouzské floty zmocnit. V případě úspěchu by totiž velmi výrazně posílilo jejich válečné loďstvo. Jelikož obrana přístavu mohla Němce jen zpomalit, francouzský velitel Jean de Laborde vydal rozkaz ke zničení vlastních lodí potopením, nebo vyhozením do vzduchu. Vlastní posádky potopily 77 válečných lodí a ponorek, další čtyři ponorky unikly. Němci a Italové část lodí vyzvedli, ale opravit a zařadit do vlastního loďstva stihli pouze několik z nich.

## Potopená plavidla
| Jméno            | Obrázek                                  | Typ                 | Třída            | Další osud |
| ---------------- | ---------------------------------------- | ------------------- | ---------------- | --- |
| Dunkerque        | Dunkerque                                | bitevní loď         | Dunkerque        | Neopravena |
| Strasbourg       | Strasbourg                               | bitevní loď         | Dunkerque        | Loď vyzvednuta Italy, po jejich kapitulaci ukořistěna Němci, roku 1944 definitivně zničena spojeneckým náletem.                        |
| Provence         | Provence                                 | bitevní loď         | Bretagne         | Neopravena |
| Commandant Teste | Commandant Teste                         | nosič hydroplánů    | –                | Loď vyzvednuta Italy, neopravena, roku 1944 znovu potopena náletem. Po válce opravena, vyřazena 1950.                                  |
| Dupleix          | Dupleix                                  | těžký křižník       | Suffren          | Neopraven |
| Foch             | Foch                                     | těžký křižník       | Suffren          | Neopraven |
| Colbert          | Colbert                                  | těžký křižník       | Suffren          | Neopraven |
| Algérie          | Algérie                                  | těžký křižník       | –                | Neopraven |
| Marseillaise     | Křižník třídy La Galissonnière v Toulonu | lehký křižník       | La Galissonnière | Neopraven |
| Jean de Vienne   | Křižník třídy La Galissonnière v Toulonu | lehký křižník       | La Galissonnière | Vyzvednut Italy jako FR.11, po jejich kapitulaci ukořistěn Němci, roku 1944 definitivně zničen americkým náletem.                      |
| La Galissonnière | La Galissonnière                         | lehký křižník       | La Galissonnière | Vyzvednut Italy jako FR.12, po jejich kapitulaci ukořistěn Němci, roku 1944 definitivně zničen americkým náletem.                      |
| Lynx             | Sesterská loď Chacal                     | „supertorpédoborec“ | Chacal           | Neopraven |
| Panthère         | Sesterská loď Chacal                     | „supertorpédoborec“ | Chacal           | Vyzvednut Italy jako FR.22, odtažen do La Spezzia k opravě, potopen 1943.                                                              |
| Tigre            | Sesterská loď Chacal                     | „supertorpédoborec“ | Chacal           | Zajištěn Italy před úplným potopením. Jako FR.23 zařazen do Italského námořnictva. Po italské kapitulaci předán Francii. Vyřazen 1954. |
| Guépard          | Guépard                                  | „supertorpédoborec“ | Guépard          | 1943 vyzvednut, 1944 potopen při náletu.                                                                                               |
| Lyon             | Sesterská loď Guépard                    | „supertorpédoborec“ | Guépard          | Vyzvednut Italy jako FR.21, do svého námořnictva ho zařadit nestihli.                                                                  |
| Valmy            | Sesterská loď Guépard                    | „supertorpédoborec“ | Guépard          | Vyzvednut Italy jako FR.24, do svého námořnictva ho zařadit nestihli.                                                                  |
| Verdun           | Sesterská loď Guépard                    | „supertorpédoborec“ | Guépard          | 1943 vyzvednut, neopraven. |
| Vauban           | Sesterská loď Guépard                    | „supertorpédoborec“ | Guépard          | Neopraven |
| Aigle            | Aigle                                    | „supertorpédoborec“ | Aigle            | 1943 vyzvednut, potopen při náletu. |
| Vautour          | Sesterská loď Aigle                      | „supertorpédoborec“ | Aigle            | 1943 vyzvednut, 1944 zničen při náletu.                                                                                                |
| Gerfaut          | Sesterská loď Aigle                      | „supertorpédoborec“ | Aigle            | 1943 vyzvednut, 1944 zničen při náletu.                                                                                                |
| Vauquelin        | Sesterská loď Kersaint                   | „supertorpédoborec“ | Vauquelin        | Neopraven |
| Kersaint         | Sesterská loď Kersaint                   | „supertorpédoborec“ | Vauquelin        | Neopraven |
| Cassard          | Sesterská loď Kersaint                   | „supertorpédoborec“ | Vauquelin        | Neopraven |
| Tartu            | Sesterská loď Kersaint                   | „supertorpédoborec“ | Vauquelin        | Neopraven |
| L'Indomptable    | Sesterská loď Le Fantasque               | „supertorpédoborec“ | Le Fantasque     | Neopraven |
| Mogador          | Mogador                                  | „supertorpédoborec“ | Mogador          | Neopraven |
| Volta            | Mogador                                  | „supertorpédoborec“ | Mogador          | Neopraven |
| Le Mars          | Fortune či Le Mars                       | torpédoborec        | L’Androit        | 1944 vyzvednut, neopraven. |
| La Palme         | Fortune či Le Mars                       | torpédoborec        | L’Androit        | 1943 vyzvednut, neopraven. |
| Bordelais        | Fortune či Le Mars                       | torpédoborec        | L’Androit        | Neopraven |
| Trombe           | Sesterská loď Ouragan                    | torpédoborec        | Bourrasque       | |
| Le Hardi         | Le Hardi                                 | torpédoborec        | Le Hardi         | 1943 vyzvednut, odtažen do Janova, 1945 potopen Němci.                                                                                 |
| Foudroyant       | Le Hardi                                 | torpédoborec        | Le Hardi         | 1943 vyzvednut Italy jako FR.35, 1945 potopen Němci u vjezdu do Toulonu.                                                               |
| L’Androit        | Le Hardi                                 | torpédoborec        | Le Hardi         | 1943 vyzvednut Italy jako FR.33, neopraven.                                                                                            |
| Mameluk          | Le Hardi                                 | torpédoborec        | Le Hardi         | 1944 vyzvednut, neopravitelně poškozen náletem.                                                                                        |
| Casque           | Le Hardi                                 | torpédoborec        | Le Hardi         | Vyzvednut, neopraven. |
| Bison            | Le Hardi                                 | torpédoborec        | Le Hardi         | Vyzvednut Italy jako FR.35, 1944 potopen.                                                                                              |
| Lansquenet       | Le Hardi                                 | torpédoborec        | Le Hardi         | 1943 vyzvednut Italy jako FR.34, v témž roce obsazen Němci jako TA.34, 1945 potopen v Janově.                                          |
| Siroco           | Le Hardi                                 | torpédoborec        | Le Hardi         | 1943 vyzvednut Italy jako FR.32, odtažen do Janova, později téhož roku ukořistěn Němci, 1944 potopen.                                  |
| La Bayonnaise    |                                          | torpédovka          | La Melpomène     | 1943 vyzvednut Italy jako FR.44, později téhož roku ukořistěn Němci, přejmenován na TA.13, 1944 potopen v Toulonu.                     |
| La Poursuivante  |                                          | torpédovka          | La Melpomène     | 1943 vyzvednut, později znovu potopen.                                                                                                 |
| Baliste          |                                          | torpédovka          | La Melpomène     | 1943 vyzvednuta Italy jako FR.45, později téhož roku ukořistěna Němci jako TA-12, 1943 potopen náletem.                                |
| Caïman           | Sesterská loď Morse                      | ponorka             | Requin           | 1943 vyzvednuta, 1944 potopena náletem.                                                                                                |
| Redoutable       | Sesterská loď Ajax                       | ponorka             | Redoutable       | 1943 vyzvednuta, 1944 potopena náletem.                                                                                                |
| Vengeur          | Sesterská loď Ajax                       | ponorka             | Redoutable       | Neopravena |
| Pascal           | Sesterská loď Ajax                       | ponorka             | Redoutable       | 1943 vyzvednuta, 1944 potopena náletem.                                                                                                |
| Henri Poincaré   | Sesterská loď Ajax                       | ponorka             | Redoutable       | 1943 vyzvednuta a odtažena do Janova, ukořistěna Němci, neopravena.                                                                    |
| Fresnel          | Sesterská loď Ajax                       | ponorka             | Redoutable       | 1943 po prvním vyzvednutí se opět potopila, vyzvednuta podruhé, 1944 potopena náletem.                                                 |
| Achéron          | Sesterská loď Ajax                       | ponorka             | Redoutable       | 1943 vyzvednuta, potopena náletem. |
| L'Espoir         | Sesterská loď Ajax                       | ponorka             | Redoutable       | Neopravena |
| Vénus            |                                          | ponorka             | Minerve          | Neopravena |
| Aurore           |                                          | ponorka             | Aurore           | Neopravena |
| Diamant          | Sesterská loď Rubis                      | ponorka             | Saphir           | 1943 vyzvednuta, 1944 potopena náletem.                                                                                                |
| Thétis           |                                          | ponorka             | Circé            | Neopravena |
| Sirène           |                                          | ponorka             | Sirène           | 1943 vyzvednuta, 1944 potopena náletem.                                                                                                |
| Naiade           |                                          | ponorka             | Sirène           | 1943 po prvním vyzvednutí se opět potopila, vyzvednuta podruhé, 1943 potopena náletem.                                                 |
| Galatée          |                                          | ponorka             | Sirène           | 1944 po vyzvednutí potopena náletem.                                                                                                   |
| Eurydicé         |                                          | ponorka             | Ariane           | Vyzvednuta, 1944 potopena náletem. |
| D'Iberville      | Sesterská loď Rigault de Genouilly       | avízo               | Bougainville     | Neopraveno |

## Plavidla, která unikla
| Jméno       | Obrázek             | Typ     | Třída      | Další osud                         |
| ----------- | ------------------- | ------- | ---------- | ---------------------------------- |
| Casabianca  | Sesterská loď Ajax  | ponorka | Redoutable | Odplula do Alžíru.                 |
| Le Glorieux | Sesterská loď Ajax  | ponorka | Redoutable | Odplula do Alžíru.                 |
| Marsouin    | Sesterská loď Morse | ponorka | Requin     | Odplula do Alžíru.                 |
| Iris        |                     | ponorka | Minerve    | Odplula do Barcelony, internována. |